# Cine abstracto
El cine abstracto es un subgénero del cine experimental, consistente en una oposición al cine convencional al representar solo la noción o una relación a una representación completa. Lo anterior puede aplicarse en cualquier campo, en los guiones de los personajes, en las características del reparto o incluso en los objetos a utilizarse dentro de un filme; sin embargo muchos casos de abstracción en el cine se han vuelto comunes en el cine regular. La abstracción se ha convertido en un hecho común en cualquier filme aunque con el tiempo había caído en desuso la producción de películas netamente abstractas, para principio de la década de 1990 resurgió una nueva ola de filmes abstractos sustentándose en el cine experimental que le ha dado un nuevo desarrollo.

## Comienzos
El cine abstracto comenzó a existir casi al tiempo del cine común. Algunas de las primeras imágenes en movimiento abstracto que han sobrevivido son las producidas por un grupo de artistas alemanes que trabajarían en los primeros años de la década de 1920, este movimiento se denominaría como cine absoluto. Personas como Walter Ruttmann, Hans Richter (artista), Viking Eggeling y Oskar Fischinger presentarían diferentes enfoques de la abstracción en movimiento: como una analógica a la música, o como la creación de un lenguaje absoluto de la forma, un deseo común a principios del arte abstracto. Ruttmann escribió de su trabajo cinematográfico como "pintura en el tiempo".
Más adelante entre se destacarían artistas como Robert Wiene, Fernand Léger y Dudley Murphy (considerados como algunos de los pioneros del cine experimental), Abel Gance, Orson Welles, entre muchos más. Existe toda una tradición de cine abstracto con la que habitualmente identificamos el cine experimental. Comprende mayormente los trabajos de Walter Ruttmann, Viking Eggeling, Oskar Fischinger, Len Lye, Harry Smith, los hermanos Whitney, Jordan Belson, Chris Larkee y Bärbel Neubauer, entre muchos otros. Pero de todos quizás el más conocido es el trabajo de Norman McLaren.
A menudo las abstracciones en el cine buscan cambiar una forma para variar el sentido, aunque llegaran a mostrarse imágenes sin ningún significado obvio en escena, serían estas las que nos llegarían a dar alguna sensación o representación con algún valor.

## Recursos del cine abstracto
Para lograr cualquier tipo de cambio de configuración pueden usarse cambios de iluminación, deformación de escenas u objetos, simbolismos y más recientemente efectos por computadora.
En el cine normal, los casos que más comúnmente se plasman son las imágenes con un significado figurativo o simbólico, las transiciones entre imágenes que hacen que sepamos el momento en que una escena ejemplifica una regresión, un sueño, la imaginación o la muerte.
Algunas de las prácticas recurrentes en el cine abstracto son las siguientes, no existe una lista del todo correcta ya que cada día se puede innovar en el campo de los filmes abstractos:
- Deformación del Objeto o el Espacio: Se toma algún cuerpo que puede ser transformado en tamaño y forma, dependiendo del cambio podríamos encontrarnos con una alusión a la pobreza (si el objeto empeora), a la jerarquía social (dependiendo del tamaño del objeto) o algunas otras formas. Es útil recalcar que para que haya un punto de comparación entre cada deformación debería de utilizarse el mismo recurso en varias ocasiones a lo largo del filme. También suele utilizarse una deformación del espacio aunque es un caso usado en menor proporción.

- Aislamiento del Objeto: Por este medio se llega a convertir a cualquier cuerpo en el objetivo visible inmediato. Es decir, llevando a cabo una separación que podría ser cambio en la iluminación, se podría enfocar algún ente que estuviese dentro de un escenario, el cual ya no tendría valor porque ahora lo único visible sería aquel objeto iluminado. Aunque lo anterior puede tener significados muy distintos como tomar la parte como un todo, también puede utilizarse para acentuar alguna situación en especial.

- Trucos Ópticos: En este caso se pueden incluir todos los cambios repentinos o paulatinos de una imagen en pantalla. Es uno de los recursos más utilizados tanto por su facilidad (aumentada con el uso de la computadora), como tanto por su significado que puede tener una gama infinita de implicaciones.

- Dibujo en el filme: Este recurso implica el dibujo de formas sobre pantalla, puede tener a su vez especiales significados dependiendo sobre todo en el color de las figuras y en lo que el espectador "pudiera ver" de estas.

## LaMúsica Visualy el cine abstracto
La historia de los filmes abstractos se mezcla a menudo con la historia de la música visual.
La música visual es aquella música que por medios artísticos o computacionales es convertida a su equivalente gráfico artístico, es decir una pintura o mejor dicho una secuencia de pinturas que reconvertida musicalmente obtendría una pieza igual a la original. Por lo anterior podemos deducir que la música visual es difícil de obtener e involucra sentimientos, psicología y avanzados estudios. Muchos críticos han llegado a tildar de falso e imposible poder realizar una representación visual de la música aunque hoy por hoy cada vez se obtienen más resultados.
En las películas abstractas se han llegado a utilizar piezas musicales, que combinados con efectos visuales pudieran dar la impresión de una combinación musical con alguna historia contada simbólicamente.